# Albin Lohikangas
Albin Zackarias Lohikangas, född 20 augusti 1998, är en svensk fotbollsspelare som spelar för IFK Värnamo.

## Karriär
Lohikangas moderklubb är Brynäs IF. 2013 gick han över till Gefle IF. I april 2016 skrev Lohikangas på ett ungdomskontrakt med klubben. Lohikangas gjorde allsvensk debut den 21 september 2016 i en 1–0-förlust mot Jönköpings Södra, där han blev inbytt i den 72:a minuten mot Jacob Ericsson.
I april 2017 förlängde Lohikangas sitt kontrakt i klubben med tre år. I augusti 2017 lånades han ut till norska Egersunds IK på ett låneavtal över resten av säsongen 2017.
Den 7 juli 2022 värvades Lohikangas av IFK Värnamo.
Den 29 maj 2023 gjorde Albin Lohikangas sitt första allsvenska mål i en 0-2 seger borta mot Hammarby.